# Ana Paula Vitorino
Ana Paula Mendes Vitorino (ur. 25 kwietnia 1962 w Maputo) – portugalska polityk, inżynier i nauczyciel akademicki, posłanka do Zgromadzenia Republiki, minister do spraw morskich w latach 2015–2019.

## Życiorys
Urodziła się na terytorium Mozambiku. W 1986 ukończyła inżynierię lądową w Instituto Superior Técnico. Na tej samej uczelni w 1992 uzyskała magisterium w zakresie transportu. Od 1989 pracowała w IST, gdzie m.in. prowadziła zajęcia z zakresu urbanistyki i transportu. Pełniła funkcję dyrektora czasopisma „Cluster do Mar”, zajmowała się również działalnością konsultingową w ramach prywatnego przedsiębiorstwa.
Działaczka Partii Socjalistycznej. W latach 1995–1999 kierowała gabinetem sekretarza stanu do spraw transportu. Wchodziła następnie w skład zarządu instytutu naukowego zajmującego się polityką finansową. Od 2005 do 2009 pełniła funkcję sekretarza stanu do spraw transportu w gabinecie José Sócratesa. W 2005 po raz pierwszy wybrana na posłankę do Zgromadzenia Republiki, reelekcję uzyskiwała w wyborach w 2009, 2011, 2015 i 2019. W 2012 dołączyła do władz krajowych Partii Socjalistycznej.
W 2015 objęła urząd ministra do spraw morskich w rządzie Antónia Costy. W tym samym rządzie ministrem został również jej mąż Eduardo Cabrita. Urząd ministra sprawowała do 2019.